# (1521) Seinäjoki
(1521) Seinäjoki es un asteroide que forma parte del cinturón de asteroides, fue descubierto el 22 de octubre de 1938 por Yrjö Väisälä desde el observatorio de Iso-Heikkilä, Finlandia.

## Designación y nombre
Seinäjoki fue designado al principio como 1938 UB1.
Más tarde se nombró por la ciudad finesa de Seinäjoki.

## Características orbitales
Seinäjoki está situado a una distancia media del Sol de 2,851 ua, pudiendo alejarse hasta 3,242 ua. Tiene una inclinación orbital de 15,06° y una excentricidad de 0,1371. Emplea 1759 días en completar una órbita alrededor del Sol.